# Die Märchenbraut
Die Märchenbraut (OT: Arabela) ist eine tschechoslowakische Fantasy-Kinderserie des Regisseurs Václav Vorlíček und des Drehbuchautors Miloš Macourek aus den Jahren 1979–1981, in der mit Zauberkräften ausgestattete Figuren aus dem Märchenreich in der realen Welt des späten 20. Jahrhunderts auftauchen. Die Musik zur Serie schrieb Luboš Fišer. Die Serie wurde vom Tschechoslowakischen Fernsehen in Zusammenarbeit mit dem Westdeutschen Rundfunk (WDR) produziert und im Filmstudio Barrandov in Prag gedreht.
Im Programm des DDR-Fernsehens lief die Serie 1983 unter dem Titel Die schöne Arabella und der Zauberer mit 16 Folgen zu je ca. 25 Minuten. Die Episodentitel unterschieden sich teils von denen der ARD.
Die Serie wurde unter Co-Produktion mit dem WDR mit Die Rückkehr der Märchenbraut ab 1990 fortgeführt.

## Inhalt
Der Schauspieler und Märchenerzähler Karl Majer gerät zufällig in den Besitz eines magischen Glöckchens, das beim Läuten den Zauberer Rumburak aus dem Märchenreich herbeiruft. Dieser nimmt ihn zum von Majer gewünschten Schießunterricht mit in das Märchenreich, wo Herr Majer aus Versehen den Tod des Wolfes von Rotkäppchen verschuldet. Rumburak wird dafür zur Verantwortung gezogen und muss fortan der Wolf sein. Er erlangt aber mit Hilfe der Hexe seine ursprüngliche Gestalt zurück und aus Rache erzählt er im Fernsehen in der Gestalt von Herrn Majer die Märchen in eigener Version, was katastrophale Auswirkungen auf das Märchenreich hat. Herr Majer wird persönlich dafür verantwortlich gemacht und um ihn zur Vernunft zu bringen, schickt der Märchenkönig seine Töchter und seinen Hofzauberer Vigo in die Menschenwelt.
Arabella, die jüngere Tochter des Königs, verliebt sich dort in Peter, den Sohn von Herrn Majer. Rumburak will sie jedoch für sich selbst haben und entführt Arabella auf seine Burg. Von dort aus kann sie aber in die reale Welt zu Peter fliehen. Rumburak folgt ihr, während der König und der Zauberer Vigo versuchen, Arabella zu retten, doch sie alle stoßen in der Menschenwelt auf unerwartete Schwierigkeiten. Inzwischen nutzt Arabellas Schwester Xenia, die mittlerweile mit Prinz Willibald aus dem Märchen Dornröschen verheiratet ist, die Abwesenheit des Königs, um im Märchenreich eine moderne Zivilisation zu errichten – nach dem Vorbild der Menschenwelt. Peter Majer, den es versehentlich ins Märchenreich verschlagen hat, hilft ihr widerwillig dabei, da sie ihn erpresst. Als sie aber ihr Versprechen, ihn als Gegenleistung zurückkehren zu lassen, nicht einhält, macht er sich auf eigene Faust auf die Suche nach einem Rückweg.
Auch die Bewohner des Märchenreichs haben bald genug von Xenias Modernisierungsmaßnahmen und schmieden einen Plan, ihr den Zauberring zu entwenden. Als dieser scheitert, soll dem verhinderten Dieb ein Arm abgehackt werden, was einen Volksaufstand auslöst. Daraufhin verwandelt Xenia kurzerhand alle in Autos und flieht mit Willibald und der Hexe (die, in der Gestalt der Königin, schon seit einiger Zeit Rumburaks Spionin in der Königsfamilie ist) in die Menschenwelt.
Peter trifft auf seinen kleinen Bruder Hansi und dessen Freundin Gretchen. Die Kinder hatten mit Arabellas Zauberutensilien allerlei Unfug getrieben und sich schließlich unabsichtlich in die Märchenwelt versetzt. Gemeinsam erreichen die drei Rumburaks Burg, wo sie mit Hilfe von dessen Fernsehstudio Kontakt mit der Menschenwelt aufnehmen. Auch hier hat es unterdessen einige Verwicklungen gegeben, in deren Verlauf die drei Zauberringe mehrmals den Besitzer wechselten und zwei davon vernichtet wurden.
Schließlich gelangt der letzte Ring wieder in Arabellas Hände und es scheint sich alles zum Guten zu wenden, als Rumburak doch noch einmal das Ruder herumreißen kann. Er bemächtigt sich der Zauberutensilien und entführt Arabella auf seine Burg, wo er alle Anwesenden in das Verlies sperrt. Zu allem Überfluss will er Peter köpfen lassen, um anschließend Arabella zur Frau nehmen zu können.
Peters Hinrichtung wird in letzter Minute von Fantômas, einer Figur aus dem benachbarten Märchenreich für die Erwachsenen, verhindert, den Arabella mit Hilfe ihrer zur Taube verzauberten Mutter alarmiert hatte. Rumburak wird selbst ins Verlies gesperrt und die Königin erhält ihre Gestalt zurück. Allerdings gelingt Rumburak, in einen Raben verwandelt, die Flucht.
Von Doktor Frankenstein, ebenfalls ein Bewohner des Märchenreichs für Erwachsene, kauft die Königin einen elektrischen Wolf, welcher nun den Wolf von Rotkäppchen ersetzt. Nachdem sie mit dem Zauberring das Märchenreich in den ursprünglichen Zustand zurückversetzt haben, reisen alle in die Menschenwelt, wo die Hochzeit von Arabella und Peter gefeiert werden soll.
Rumburak versucht, noch einmal dazwischenzufunken, indem er Arabella und Peter während der Trauung in ein Schaf und eine Standuhr verwandelt. Die Hochzeit wird dennoch vollzogen und Rumburak und seine Helfershelferin, die Hexe, werden für ihre Taten von Vigo in Haushaltsgeräte verwandelt.
Die Besucher aus dem Märchenreich kehren nach der Trauung nach Hause zurück, nicht ohne für den Notfall das Glöckchen zurückzulassen, mit dem alles angefangen hatte. Bereits am selben Abend kann es nicht mehr aufgefunden werden, da Waldi, der Dackel der Majers, es sich unbemerkt geschnappt und vergraben hat. Doch Arabella ist nicht traurig darüber, denn jetzt kann sie endlich ein normales Leben ohne besondere Privilegien führen, wie sie es sich immer gewünscht hat.

## Vorgeschichte
Der Fernsehserie ging der 1972 erschienene Märchenfilm Das Mädchen auf dem Besenstiel voraus, ebenfalls in den Barrandov-Filmstudios Prag gedreht. Neben der ähnlichen Handlung, demselben Regisseur Václav Vorlíček und demselben Drehbuchautor Miloš Macourek sind auch die gleichen Filmeffekte und ähnliche Kulissen (Schule und Nervenklinik) augenscheinlich. Vladimír Menšík spielt im Film den Hausmeister der Hexenschule, in Die Märchenbraut Karl Majer.
Mit Saxana und die Reise ins Märchenland drehte Regisseur Václav Vorlíček 2011 eine Fortsetzung zu diesem Film.

## Besonderheiten

### Konzeption
In der Serie treten Märchenfiguren, beispielsweise aus den Grimmschen Märchen, sowie auch einige „Märchenfiguren“ für Erwachsene auf, wie Fantômas, Frankenstein oder Tarzan. Hierdurch wurde der Eindruck eines übergreifenden Märchenkosmos im Sinne einer in sich geschlossenen Parallelwelt erzeugt. Die Serie lief erfolgreich. Ein Teil dieses Erfolgs liegt auch in der kritischen Auseinandersetzung mit der modernen Gesellschaft im Allgemeinen und einer versteckten Kritik am real existierenden Sozialismus im Besonderen begründet – wie zum Beispiel den im Plattenbau/Hochhausneubau errichteten Trabantenstädten und der Zerstörung alter Bausubstanz zugunsten der modernen und autogerechten Stadt, die nur auf die technische Funktion ausgerichtet ist und die emotionalen Bedürfnisse des Menschen unberücksichtigt lässt.
Ein Running Gag der Serie besteht darin, dass Arabella und Peter nie dazu kommen, einander zu küssen. Immer wenn sie es versuchen, werden sie gestört oder durch einen plötzlichen Einfall abgelenkt. Erst in der allerletzten Szene findet der lang erwartete Kuss schließlich statt.

### Zauberei
Der Zauberring und der Zaubermantel sind die beiden magischen Gegenstände, die in der Serie eine tragende Rolle spielen. Von beiden gibt es zu Anfang drei Exemplare, von denen zwei im Verlauf der Serie zerstört werden. Daneben existieren noch andere, weniger bedeutsame Gegenstände, wie der fliegende Koffer und die Kristallkugel, mit der man sehen kann, was eine Person gerade tut.
Der Zaubermantel dient dem Übergang von einer Welt in die andere. Es handelt sich um einen langen, weiten Umhang mit einem einzelnen Knopf am Kragen. Nachdem man den Mantel angelegt hat (wobei mehrere Personen darunter mitreisen können), erfolgt der Übergang mit dem Schließen des Knopfes. Man sieht dem Zaubermantel seine Besonderheit nicht an, worin eine gewisse Gefahr liegt. So gelangen erst Peter, dann Hansi und Gretchen in das Märchenreich, weil sie in Unkenntnis von dessen Funktionsweise den Mantel angezogen und geschlossen haben. Hansi und Gretchen geraten zudem in Gefahr, da sie nicht sofort erkennen, dass sie ins Märchenreich transferiert wurden.
Der Zauberring wird eingesetzt, indem man einen Wunsch denkt oder ausspricht und den Ring am Finger um 180 Grad dreht. Auf diese Weise werden besonders häufig Menschen in Gegenstände, Tiere oder in eine andere menschliche Gestalt verwandelt (bzw. wieder zurück). Im Falle der Tierverwandlung bleibt in manchen Fällen die Fähigkeit zu sprechen erhalten (Rumburak als Wolf, Herr Majer als Hund), in anderen nicht (die Königin als Taube, Arabella als Schaf). Im Falle der Verwandlung in eine andere menschliche Gestalt bleibt die ursprüngliche Stimme erhalten. So wird Arabella kurioserweise zu einem massigen, älteren General mit Frauenstimme. Verzauberte Menschen werden manchmal durch Drehen am Ring unbeabsichtigt zurückverwandelt. Als weitere Anwendungsmöglichkeiten kann man beliebige (nicht-magische) Gegenstände entstehen lassen und sich selbst oder andere an einen anderen Ort (jedoch nicht in eine andere Welt) zaubern. Zauberer wie Vigo, Rumburak und die Hexe verfügen noch über andere Methoden der Zauberei, der Zauberring gilt jedoch als besonders mächtig, da er sehr vielfältig eingesetzt werden kann und von jedermann einfach zu benutzen ist.

### TV-Märchen
Folgende Märchen werden im Verlauf der Serie im Fernsehen erzählt:
- Prinzessin Arabella: Ein offenbar für die Serie neu erfundenes Märchenfragment. Erzählt von Herrn Majer, abgebrochen, weil dazu versehentlich die Bilder für Der Wolf und die sieben Geißlein gezeigt wurden. Episode: Der Wolf ist tot
- Rotkäppchen: Von Herrn Majer erzählt, von Rumburak verfälscht. Episode: Rumburaks Rache
- Dornröschen: Von Herrn Majer erzählt, von Rumburak verfälscht. Episode: Liebe auf den ersten Blick
- Schneewittchen und die sieben Zwerge: Erzählt von der neuen Märchentante, von Rumburak verfälscht. Episode: Der Dackel Herr Majer
- Die Bremer Stadtmusikanten: Von Herrn Majer und Herrn Groß mit großem Erfolg gemeinsam erzählt. Einzige Märchenausstrahlung ohne Panne. Episode: Im Verlies der Geisterburg

## Folgen
Die Serie umfasst 13 Folgen zu je 30 Minuten:
| Folge | Titel                       | Episodenlänge Blu-ray-Ausgabe | Deutsche Erstausstrahlung |
| ----- | --------------------------- | ----------------------------- | ------------------------- |
| 1     | Der Wolf ist tot            | 00:28:32                      | 4. Oktober 1981           |
| 2     | Rumburaks Rache             | 00:28:33                      | 11. Oktober 1981          |
| 3     | Liebe auf den ersten Blick  | 00:28:32                      | 18. Oktober 1981          |
| 4     | Der Dackel Herr Maier       | 00:28:33                      | 25. Oktober 1981          |
| 5     | Arabella auf der Flucht     | 00:28:32                      | 1. November 1981          |
| 6     | Wunschring und Zaubermantel | 00:28:33                      | 8. November 1981          |
| 7     | Märchen für den Müll        | 00:28:33                      | 15. November 1981         |
| 8     | Hänsel und Gretel           | 00:28:35                      | 18. November 1981         |
| 9     | Verhexte Autos              | 00:28:32                      | 22. November 1981         |
| 10    | Rumburaks große Chance      | 00:28:30                      | 29. November 1981         |
| 11    | Ein Taxi und fünf Generäle  | 00:28:14                      | 6. Dezember 1981          |
| 12    | Im Verlies der Geisterburg  | 00:28:31                      | 13. Dezember 1981         |
| 13    | Glöckliches Ende            | 00:28:15                      | 20. Dezember 1981         |

Sie lief ebenfalls zusammengefasst zu 6 Folgen (ausgestrahlt z. B. bei RBB 2009)
| Folge | Titel                       | Episodenlänge | Erstausstrahlung |
| ----- | --------------------------- | ------------- | ---------------- |
| 1     | Der Wolf ist tot            | 01:21:41      | 25. April 2009   |
| 1     | Rumburaks Rache             |               |                  |
| 1     | Liebe auf den ersten Blick  |               |                  |
| 2     | Der Dackel Herr Maier       | 00:55:04      | 2. Mai 2009      |
| 2     | Arabella auf der Flucht     |               |                  |
| 3     | Wunschring und Zaubermantel | 00:55:08      | 9. Mai 2009      |
| 3     | Märchen für den Müll        |               |                  |
| 4     | Hänsel und Gretel           | 00:55:08      | 16. Mai 2009     |
| 4     | Verhexte Autos              |               |                  |
| 5     | Rumburaks große Chance      | 00:54:41      | 23. Mai 2009     |
| 5     | Ein Taxi und fünf Generäle  |               |                  |
| 6     | Glöckliches Ende            | 00:54:37      | 30. Mai 2009     |
| 6     | Im Verlies der Geisterburg  |               |                  |

In der Fassung des DDR-Fernsehens hatte die Sendereihe 16 Teile, die mit jeweils 25 Minuten Sendelänge etwas kürzer waren, als die Teile der Original- bzw. der westdeutschen Fassung. Diese Teile hatten folgende Titel:
| Folge | Titel                      | DDR- Erstausstrahlung |
| ----- | -------------------------- | --------------------- |
| 1     | Ein sonderbares Glöckchen  | 30. Juli 1983         |
| 2     | Rumburaks Rache            | 6. August 1983        |
| 3     | Spuk im Fernsehen          | 13. August 1983       |
| 4     | Herr Majr, der Dackel      | 20. August 1983       |
| 5     | Peter und die Prinzessin   | 27. August 1983       |
| 6     | Wer rettet das Königreich? | 3. September 1983     |
| 7     | Arabella auf der Flucht    | 10. September 1983    |
| 8     | Die Märchen auf den Müll … | 17. September 1983    |
| 9     | Ein teuflischer Irrtum     | 24. September 1983    |
| 10    | Verhexte Schule            | 1. Oktober 1983       |
| 11    | Hänsel und Gretel          | 8. Oktober 1983       |
| 12    | Die verschwundenen Ringe   | 15. Oktober 1983      |
| 13    | Königliche Havarie         | 22. Oktober 1983      |
| 14    | Rumburak sieht eine Chance | 29. Oktober 1983      |
| 15    | In letzter Minute          | 5. November 1983      |
| 16    | Ende gut, alles gut        | 12. November 1983     |

## Synchronisation
Die westdeutsche Bearbeitung für die ARD erfolgte durch Bavaria Synchron München unter der Leitung von Hans-Peter Kaufmann.
| Darsteller           | Rolle             | Westdeutscher Sprecher | Ostdeutscher Sprecher |
| -------------------- | ----------------- | ---------------------- | --------------------- |
| Jana Nagyová         | Arabella          | Susanne Uhlen          | Heide Gebauer         |
| Vladimír Dlouhý      | Peter Majer       | Hans-Georg Panczak     | Rainer Gerlach        |
| Jiří Lábus           | Rumburak          | Tommi Piper            | Michael Narloch       |
| Vladimír Menšík      | Karl Majer        | Wolfgang Hess          | Horst Kempe           |
| Vlastimil Brodský    | König             | Peter Pasetti          |                       |
| Jana Brejchová       | Königin           | Karin Anselm           |                       |
| Dagmar Patrasová     | Xenia             | Susanna Bonasewicz     |                       |
| Ondřej Kepka         | Hansi Majer       |                        |                       |
| Veronika Týblová     | Gretchen Hermann  |                        |                       |
| Jiří Sovák           | Hofzauberer Vigo  | Holger Hagen           | Walter Wickenhauser   |
| Stella Zázvorková    | Vera Majer        | Sabine Eggerth         |                       |
| Oldřich Vízner       | Prinz Willibald   | Ekkehardt Belle        | Frank-Otto Schenk     |
| Jana Andresíková     | Hexe              | Karin Kernke           |                       |
| František Filipovský | Stunk             | Benno Hoffmann         | Karl-Maria Steffens   |
| František Peterka    | Fantômas          | Klaus Kindler          | Ulrich Voß            |
| Jiří Hrzán           | Franz Groß        | Peter Thom             |                       |
| Iva Janžurová        | Fräulein Müller   | Dinah Hinz-Weiss       |                       |
| Antonín Jedlička     | Lehrer Adam       | Fred Klaus             |                       |
| Otto Šimánek         | Der Lange         | Horst Raspe            |                       |
| Vít Olmer            | Dr. Frankenstein  | Elmar Wepper           |                       |
| Helena Růžičková     | Neue Märchentante | Marianne Wischmann     |                       |
| Jiří Pleskot         | Schulinspektor    | Wolf Ackva             |                       |
| Lenka Korinková      | Zimmermädchen     | Simone Brahmann        |                       |
| Alena Karesová       | Erzählerin        | Edith Schneider        |                       |
| Gustav Opočenský     | Filmregisseur     |                        |                       |

## Sonstiges
Für die tschechischsprachige Originalversion der Serie synchronisierte die auch in Deutschland bekannte Schauspielerin Libuše Šafránková (Drei Haselnüsse für Aschenbrödel, 1973) die Rolle der Arabella. Der deutliche slowakische Akzent von Jana Nagyová, die in der Rolle zu sehen ist, wurde von den Machern der Serie als störend empfunden.
Die Serie bekam einen Nachfolger mit Die Rückkehr der Märchenbraut (Arabela se vrací, 1993), an der der 1988 verstorbene Vladimír Menšík nicht mehr teilnehmen konnte, sowie ohne die ursprüngliche Arabella Jana Nagyová und den ursprünglichen Fantômas František Peterka, und einen Ableger mit der Serie Der Zauberrabe Rumburak (Rumburak, 1984), in der Jiří Lábus seine Rolle als böser Zauberer ausbaute.
1979 drehte Jindřich Polák, in Deutschland als Schöpfer und Regisseur der Serie Pan Tau bekannt, das Kriminaldrama Per Anhalter in den Tod (Smrt stoparek), in welchem Jana Nagyová (Arabella) und Dagmar Patrasová (Xenia) zwei Mordopfer spielen.
Die Serie wurde zuerst im Tschechoslowakischen Fernsehen ausgestrahlt. Die deutsche Erstausstrahlung begann im Programm der ARD am 4. Oktober 1981. In der DDR wurde die Serie – in der DDR-Fassung – vom 30. Juli bis zum 12. November 1983 im 1. Programm erstausgestrahlt und 1987 im 2. Programm wiederholt.